# Hà Chương
Hà Chương (sinh năm 1982) là một nghệ sĩ, nhạc sĩ và là tác giả tự truyện khiếm thị người Việt Nam. Với Món quà của sóng ra mắt vào năm 23 tuổi, Hà Chương là nhạc sĩ khiếm thị đầu tiên của Việt Nam có album riêng. Sự nghiệp sáng tác và biểu diễn của anh được công chúng cũng như báo chí Việt Nam đón nhận và ủng hộ.
Hà Chương khiếm thị từ năm 2 tuổi, và phải tới năm 12 tuổi anh mới được đi học. Năm 2010, anh đỗ thủ khoa chuyên ngành đàn bầu tại Học viện Âm nhạc Quốc gia Việt Nam và nhanh chóng xây dựng được sự nghiệp và tiếng vang trong giới giải trí Việt Nam. Sau khi tốt nghiệp, Hà Chương tham gia liên tiếp các sự kiện biểu diễn, chương trình giải trí cùng nhiều hoạt động diễn giả truyền cảm hứng về cuộc đời mình. Năm 2020, anh ra mắt tự truyện Nhắm mắt nhìn sao và nhận về nhiều đánh giá tích cực của những nghệ sĩ Việt Nam.
Ngoài việc thành công trong sáng tác cũng như biểu diễn, Hà Chương được báo chí đánh giá là minh chứng cho nghị lực và niềm tin vào cuộc sống. Anh còn được nhận định những tác phẩm cùng với cuốn sách mà bản thân viết đã truyền nguồn cảm hứng cho các thế hệ trẻ tại Việt Nam.

## Thân thế
Hà Chương có tên thật là Hà Văn Chương. Anh sinh ngày 12 tháng 7 năm 1982 tại Bình Khương, Bình Sơn, Quảng Ngãi. Hà Chương sinh ra vốn có thị lực bình thường, nhưng sau một tai nạn ngã đập thẳng mặt vào một chiếc xô làm từ xi măng lúc 2 tuổi đã khiến anh mất hoàn toàn thị lực. Anh kể lại rằng năm 1984, cha mẹ anh đã đưa anh lên chuyến tàu từ Quảng Ngãi để vào thành phố Hồ Chí Minh tại bệnh viện Chợ Rẫy. Bác sĩ chẩn đoán anh bị teo dây gai thị dưới đáy mắt. Sau đấy cha mẹ anh cố đưa con mình đi hết bệnh viện này tới bệnh viện khác nhưng không thể chữa trị. Tuy khiếm thị nhưng ở độ tuổi 7 và 8, anh vẫn có thể chơi kéo co, đánh lộn, tới năm 10 tuổi còn đi bắt tổ ong với những người bạn mắt sáng. Thời bé, anh cũng thường đánh nhau với trẻ em trong xóm vì bị gọi là "thằng đui mù".

### Giáo dục
Hà Chương trưởng thành ở miền quê nghèo vốn không dạy chữ nổi nên anh không được đi học. Mãi tới năm 12 tuổi tại trường khiếm thị Nguyễn Đình Chiểu, anh đã được tiếp xúc với nhạc cụ đầu tiên trong đời là cây đàn bầu. Cùng thời gian đó, Hà Chương được giới thiệu về Stevie Wonder thông qua một cuốn băng cassette. Đây được xem là khoảnh khắc thay đổi cuộc Hà Chương, là nguồn cảm hứng truyền động lực của anh. 12 tuổi, Hà Chương đứng trước công chúng Đà Nẵng biểu diễn bài "Cò lả". 15 tuổi, Hà Chương có sáng tác đầu tay hoàn chỉnh nhất mang tên "Ánh sáng đời em".
Những năm còn học ở Trường khiếm thị Nguyễn Đình Chiểu, anh đã thể hiện được tài năng âm nhạc trên khắc Việt Nam. Anh còn là thành viên quan trọng trong các chương trình ca nhạc tình thương mà Báo Công an Đà Nẵng phối hợp với nghệ sĩ nhân dân Tường Vi tổ chức. Hà Chương cũng là một thành viên trong trung tâm nghệ thuật tình thương do Tường Vi thành lập. Bà cũng từng sáng tác riêng ca khúc "Em lắng nghe tiếng đời" dành tặng riêng cho Hà Chương. Năm 1997, Thủ tướng Việt Nam Võ Văn Kiệt đã trao tặng bằng khen cho anh. Lên cấp 3, Hà Chương theo học lớp 10 ở trường trường trung học phổ thông Trần Phú như học sinh bình thường vì hệ thống giáo dục dành cho người khiếm thị chưa có chương trình đào tạo trung học phổ thông. Ở đó, Hà Chương là trụ cột trong các buổi biểu diễn văn nghệ của học sinh. Một lần, Hà Chương biểu diễn đàn và hát ca khúc “Tìm về lời ru” do mình sáng tác, anh đã gây được sự xúc động mạnh mẽ cho một cô bạn lớp 11 nhưng kém anh 5 tuổi là Đặng Thị Hải Yến, về sau là vợ của anh.

## Sự nghiệp

### Những năm đầu và được học tại Nhạc viện

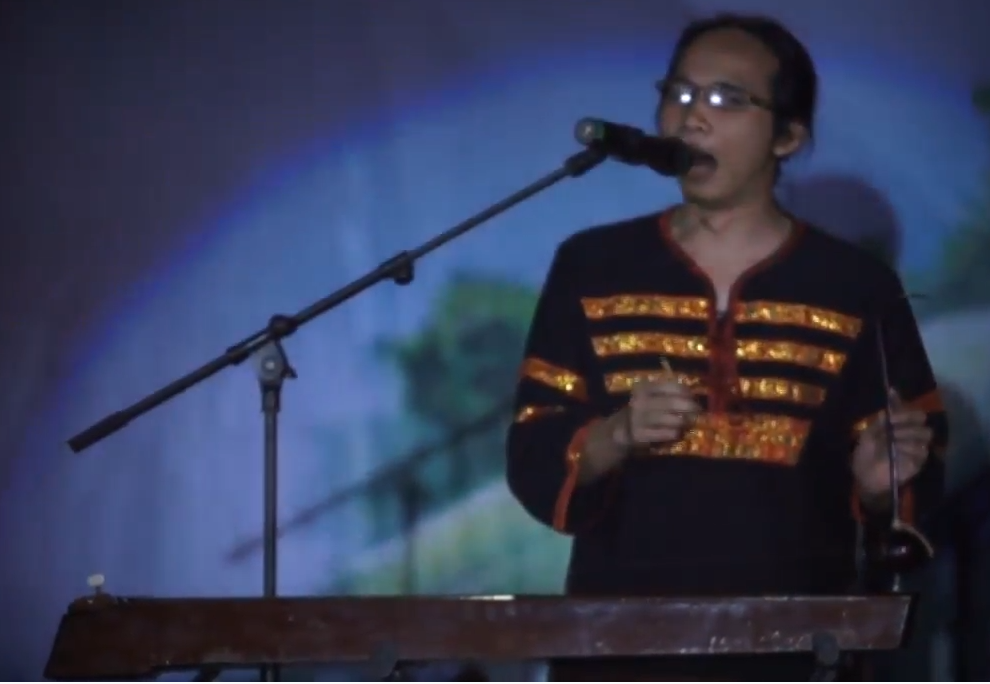
Hà Chương trong một buổi biểu diễn năm 2013

Năm 2004, Hà Chương đỗ thủ khoa hệ trung cấp Học viện Âm nhạc Quốc gia Việt Nam chuyên ngành đàn bầu tại Hà Nội. Trước lúc chuẩn bị thi vào trường này, mẹ anh trải qua cơn bạo bệnh và gia đình phải bán hết tài sản để chữa bệnh cho mẹ. Trong thời gian học tại nhạc viện, Hà Chương phải đi làm thêm để tự trang trải các chi phí. Tại nhạc viện, anh được dẫn dắt  bởi nhạc sĩ Hồ Hoài Anh, nghệ sĩ nhân dân Thanh Tâm trong bộ môn đàn bầu, cũng như được học hát với nghệ sĩ nhân dân Tường Vi. Cũng trong khoảng thời gian này, anh phải bán đàn để lo cho bữa ăn, thậm chí còn đi khắp các chùa xin vào hát phục vụ Phật tử để kiếm cơm chay ăn qua bữa. Với năng khiếu bẩm sinh và những nỗ lực tự học bộ môn sáng tác âm nhạc, anh đã xây dựng lên được được nền tảng âm nhạc cho bản thân. Năm 2005, anh đóng góp một tác phẩm do chính bản thân sáng tác trong chương trình gây quỹ nạn nhân chất độc da cam do Đài truyền hình Việt Nam tổ chức cũng như phát sóng trực tiếp. Trong khoảng thời gian đó, anh cũng thường làm nhiều đĩa CD thiện nguyện. Những ngày còn ở Đà Nẵng, thời gian của Hà Chương và nhóm nhạc Sóng Sông Hàn thường bận rộn. Những buổi biểu diễn giới thiệu đĩa CD, đĩa bán của anh được trích một phần lợi nhuận cho một số gia đình nuôi trẻ mồ côi, trẻ em lang thang đường phố Đà Nẵng. Báo Tuổi trẻ cho biết vào thời điểm đó, Hà Chương chỉ nặng 39 kg (86 lb) nhưng mỗi đêm anh phải hát đến 12 bài hát.

### Những thành công đầu tay và ra mắt album đầu tiên
Năm 2008, Hà Chương đoạt giải ba độc tấu đàn bầu cuộc thi độc tấu và hòa tấu nhạc cụ dân tộc chuyên nghiệp toàn quốc, giải B sáng tác ca khúc của Liên hiệp Các hội văn học nghệ thuật Việt Nam với bài hát "Vì sao em không thể". Cũng trong năm đó, Hà Chương là một trong 13 gương mặt đoạt giải "Mãi mãi tuổi 20" năm 2008 do Ủy ban Nhân dân thành phố Hà Nội và Quỹ Mãi mãi tuổi 20 tổ chức. Năm 2010, anh tốt nghiệp thủ khoa chuyên ngành đàn bầu Học viện Âm nhạc quốc gia Việt Nam và được trao bằng đỏ tại Văn Miếu Quốc Tử Giám. Sau đó Hà Chương chuyển vào lập nghiệp ở thành phố Hồ Chí Minh. Với số tiền tiết kiệm được trong quá trình biểu diễn nghệ thuật, anh mở một phòng thu nhỏ ở quận Phú Nhuận. Với vai trò của một nhạc sĩ hòa âm phối khí, biên tập album cho một số ca sĩ trẻ đồng thời là  một ca sĩ độc tấu, Hà Chương thường được mời tham gia biểu diễn ở các chương trình ca nhạc mang tính xã hội như đóng góp quỹ từ thiện, ủng hộ người nghèo và một số tụ điểm ca nhạc, phòng trà khác. Hà Chương từng tìm cách tiếp cận các bầu sô, nhưng ban đầu phần lớn họ có sự nghi ngờ. Đến khi có được một show diễn lớn, anh bỏ ra nhiều tiền bạc chắt chiu để mua quần áo biểu diễn. Nhưng khi diễn xong, Hà Chương bị quỵt toàn bộ tiền.

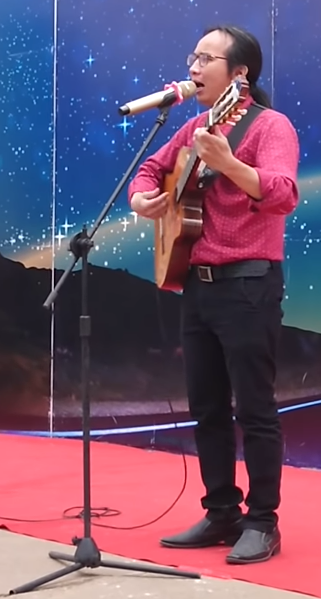
Hà Chương năm 2018

Hà Chương còn trở thành nhạc sĩ khiếm thị đầu tiên của Việt Nam ra mắt album riêng Món quà của sóng vào năm 23 tuổi. Album đầu tay Hà Chương phải tự lực hoàn thiện và thua thiệt nhiều thứ. Anh không có ông bầu nên phải một mình đi hát, một mình bỏ tiền làm album vì chưa có tài trợ. Anh cho biết chi phí thực hiện album thời bấy giờ là 7 triệu đồng, tương đương gần 1 cây vàng. Những người bạn của anh liền xòe ra xấp tiền 4 triệu đồng, là khoản tiền họ dành chuẩn bị cho năm học mới. Có tiền, Hà Chương liều mình xông vào làm album. Được nghỉ hè 2 tháng, anh gấp rút chuẩn bị mọi thứ, từ luyện thanh đến việc kiếm thêm 3 triệu đồng. Anh còn mạnh dạn gửi email xin một nhà hảo tâm người Việt ở Mỹ và được ủng hộ 200 USD, tương đương 2,5 triệu đồng lúc bấy giờ. Biết được sự việc, hiệu phó trường Lê Quý Đôn đã tặng anh 500000 đồng, qua đó giúp cho anh có được chi phí thực hiện album. Chất lượng kỹ thuật trong album của Chương tuy vậy lại bị giới hạn trong một khoản tiền khiêm tốn mà anh kiếm được từ những buổi diễn không ổn định. Album đầu tiên gồm 12 ca khúc anh sáng tác và thể hiện. Tuy vậy khi đĩa nhạc được phát hành, anh cảm thấy chán nản vì trên bìa sản phẩm không có tấm hình hay dòng thông tin nào. Số tiền làm album đã hết, những người bạn của Hà Chương lại nhờ nhiếp anh gia Mỹ Dũng giúp ảnh chụp hình và nhiếp ảnh gia Xuân Bổn thiết kế và in bìa đĩa.
Anh nhờ bạn chở đến các phòng trà, quán bar ở Đà Nẵng xin hát và bán đĩa lấy tiền giúp trẻ em ở bãi rác Khánh Sơn. Nhưng đi tới đâu, anh cũng bị từ chối. Cuối cùng, anh cũng được hai tụ điểm ca nhạc ở Đà Nẵng đồng ý. Album bán chạy, anh có tiền để giúp các em nhỏ ở bãi rác có thêm sách vở cho mùa tựu trường. Công ty Phương Nam Film đã liên hệ với anh và ký hợp đồng phát hành album Món quà của sóng trên toàn quốc. 5000 đĩa được đã được bán ra trong 1 tháng, khiến cho các đài truyền hình, phát thanh liên tục tìm đến ghi hình, phỏng vấn, các tờ báo liên tục đăng tải về việc anh ra mắt album này. Album tiếp theo anh ra mắt có tên “Khúc hát hai mươi” được công bố 2 năm sau đó.

### Gặt hái thành công và gây dựng tiếng vang
Đầu năm 2006, đêm diễn đầu tiên của album Món quà của sóng do báo Tuổi trẻ và Nhà văn hóa Thanh niên tổ chức đã diễn ra tại thành phố Hồ Chí Minh. Lần đầu tiên trong đời Hà Chương được biểu diễn chung với các nghệ sĩ nổi tiếng như Phương Thanh, Thanh Thảo, Đan Trường, Tuấn Hưng... Đêm diễn đó đã tác động mạnh tới Hà Chương, giúp anh quyết tâm hơn nữa để khẳng định khả năng của bản thân mình, cũng như để đến với công chúng nhiều hơn.
Hà Chương có khả năng chơi được hơn 10 loại nhạc cụ và từng đoạt giải thưởng, huy chương vàng các cuộc thi độc tấu đàn bầu. Năm 2010, ca khúc "Nắng hát" do Hà Chương sáng tác từng lọt vào chung kết Bài hát Việt 2010. Năm 2013, anh ra mắt đĩa đơn "Xin cảm ơn em" vào ngày 25 tháng 11 trên các nền tảng âm nhạc trực tuyến của Việt Nam.  Năm 2013, anh biểu diễn kết hợp đàn bầu và nhạc dance trong sự kiện giao lưu của Nick Vujicic tại thành phố Hồ Chí Minh và gây được hiệu ứng tốt. Tiếp đó, Hà Chương kết hợp với một số nghệ sĩ, đơn vị tạ thành phố làm clip "Welcome to Vietnam" (bản remix ca khúc "Trống cơm"), gây tiếng vang lớn. Năm 2014, Hà Chương lọt vào top 3 chung kết Vietnam’s Got Talent năm 2014. Trong chương trình này, Hà Chương được các giám khảo chọn vào chung kết, vượt qua được một thí sinh từng nhận nút vàng tiến thẳng vào bán kết. Cùng năm, sau khi nghe Hà Chương tự đệm đàn và hát ca khúc "Không ngại ngần" do anh sáng tác và "Triệu đóa hồng" (nhạc Nga), thần đồng văn học Nga Mikhail Alexandrovich Samarsky và ông Kostantin Saber, người đại diện Quỹ Những trái tim đang sống (Liên bang Nga) đã mời Hà Chương cùng Tổ chức Hạt giống tâm hồn Việt sang thăm và biểu diễn tại Nga. Hà Chương cũng được Samarsky tặng những loại máy tính mới dành riêng cho người khiếm thị vốn chưa xuất hiện tại Việt Nam do Nhật Bản sản xuất và giá trị thực lên đến 60 triệu đồng mỗi chiếc.

### Làm diễn giả và ra mắt tự truyện

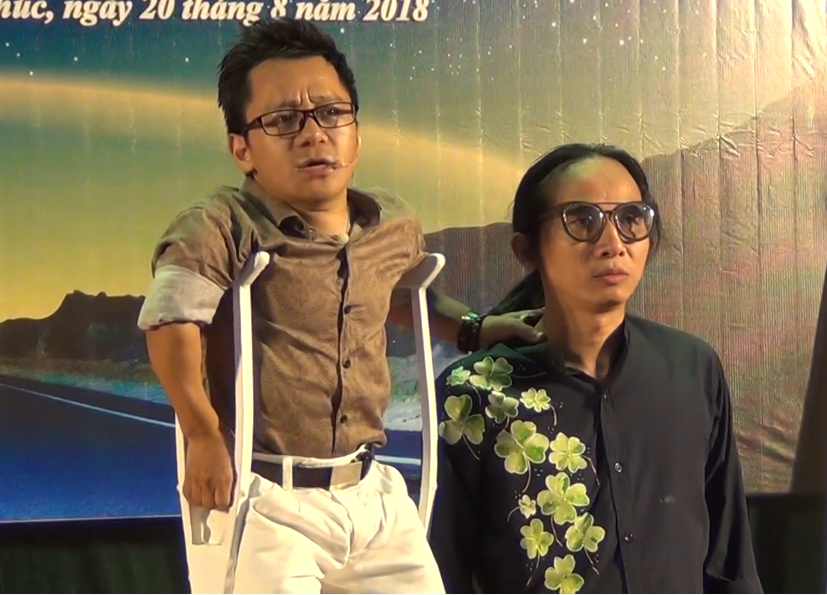
Hà Chương và diễn giả Sơn Lâm

Từ ngày 24 tháng 3 cho tới hết tháng 4 năm 2017, Hà Chương và diễn giả Sơn Lâm đi khắp 30 trường đại học, cao đẳng trên toàn Việt Nam để thực hiện công việc diễn giả truyền cảm hứng sống. Trong đó, Hà Chương còn trình diễn những tác phẩm do bản thân sáng tác, trong đó có bài "Ngày mai rồi sẽ khác". Anh và Sơn Lâm tiếp tục tham gia chương trình Đánh thức khát vọng tại 30 trường với hơn 1000 học sinh trên toàn thành phố Hồ Chí Minh do MobiFone tổ chức và First News đồng hành thực hiện.  Cùng năm, anh cũng là thành viên nghệ sĩ trong một dự án văn nghệ cổ động cho đội tuyển Việt Nam tại Đại hội Thể thao Đông Nam Á lần thứ 29. Năm 2018, Hà Chương làm đạo diễn chương trình cho đêm nhạc Ngẫu nhiên của Chân trời sáng (tên tiếng Anh: Saigon Blind horizons) tổ chức. Đây là sự kiện văn nghệ đặc biệt với người khiếm thị.
Hà Chương từng có các chuyến lưu diễn ở Thái Lan, Nhật Bản, Pháp, Đức, Mỹ. Ở tuổi 38, anh ra mắt tự truyện Nhắm mắt nhìn sao do Thanh Nhã chấp bút và nhà xuất bản Hội nhà văn ấn hành. Cuốn tự truyện nhận về nhiều sự ủng hộ từ những ca sĩ và nghệ sĩ nổi tiếng trong giới giải trí Việt Nam. Tuy vậy, người chắp bút Thanh Nhã đã vắng mắt không tham gia buổi   ra mắt tự truyện gây xôn xao dư luận. Cùng ngày ra mắt cuốn tự truyện, Hà Chương cũng tổ chức một đêm nhạc tới khán giả. Đêm nhạc này cũng là ngày mừng sinh nhật tuổi 38 của anh. Nhạc sĩ bày tỏ muốn được một lần nhìn thấy mẹ mình, dù chỉ là một lần trong đời.
Năm 2020, Hà Chương cover ca khúc "Hoa nở không màu" của Hoài Lâm. Anh nhận được nhiều phản hồi tích cực từ bạn bè, người dân Đà Nẵng và cộng đồng mạng. Trong lời bài hát, anh còn đưa ra những khuyến cáo của Bộ Y tế Việt Nam vào ca khúc. Khán giả phát hiện những nốt nhạc anh hát không trao chuốt. Anh cho rằng khi chỉnh chắc chắn sẽ hay hơn nhưng cảm xúc không còn như mong muốn nên đã để giọng hát thật.
Năm 2021, trong bối cảnh Đại dịch COVID-19 diễn biến mạnh tại Việt Nam, Hà Chương sáng tác ca khúc "Sài Gòn sẽ ổn thôi" chỉ trong một đêm. Anh là người hòa âm, phối khí cho ca khúc. Phần thực hiện video ca nhạc được đạo diễn Thái Tăng Tùng hỗ trợ và sản phẩm hoàn thiện chỉ trong 5 ngày. Cũng trong thời gian đại dịch, bài hát “Khát vọng tâm hồn” của nhạc sĩ đã được Vụ Thư viện (Bộ Văn hoá Thể thao và Du lịch Việt Nam) ghi nhận là ca khúc giúp lan tỏa văn hóa đọc, truyền nhiều cảm hứng cho học sinh, sinh viên Việt Nam. "Khát vọng tâm hồn" cũng được Saigon News mong muốn hợp tác sản xuất video ca nhạc nhằm mục đích truyền cảm hứng rộng rãi cho người dân Việt Nam.

## Đời tư
Trong một lần biểu diễn ca khúc “Tìm về lời ru” do mình sáng tác, Hà Chương đã gây xúc động mạnh mẽ cho một cô bạn kém anh 5 tuổi là Đặng Thị Hải Yến. Học hết lớp 10, Hà Chương chuyển ra Hà Nội học đàn bầu còn Hải Yến ra Huế học Đại học Ngoại ngữ. Mỗi tuần, Hà Chương thường giảm bớt chi tiêu lấy tiền mua thẻ điện thoại để gọi đường dài cho Đặng Thị Hải Yến. Anh còn thường tranh thủ những dịp rảnh rỗi để leo lên xe đò từ Hà Nội vào Huế thăm người yêu. Trong quá trình yêu, Hà Chương cũng phải nhận về nhiều thử thách và hoài nghi đến từ gia đình bạn gái. Trong cuốn tự truyện của mình, anh thừa nhận phải có được sự cảm mến của của chị gái và em trai bạn gái trước rồi thuyết phục cha mẹ sau.
Chiều ngày 29 tháng 9 năm 2013, Hà Chương và Hải Yến chính thức tổ chức đám cưới tại thành phố Hồ Chí Minh. Nơi diễn ra đám cưới là Hội quán Đời Rất Đẹp (quận 10), là trụ sở Trung tâm Khuyết tật và phát triển (DRD), cũng là nơi Hà Chương thường tới làm việc. Vào thời điểm đó, Hải Yến là một giáo viên tiếng Anh. Hiện tại, họ có một con gái tên Hà Châu Sa.

## Nhận định
Nghệ sĩ nhân dân Tường Vi từng nhận xét thẳng thắn về khả năng sáng tác của Hà Chương trong những ngày đầu anh ra mắt album rằng “Những bài hát của Chương chưa có màu sắc riêng, vì vậy hơi khó cạnh tranh trên thị trường âm nhạc”. Báo Đại Đoàn Kết nhận định những tác phẩm cùng với cuốn sách được anh viết đã truyền nguồn cảm hứng cho các thế hệ trẻ tại Việt Nam. Với những thành tựu và cống hiến mà Hà Chương đem lại, báo Phụ nữ Việt Nam nhận định anh rằng tuy mất khả năng nhìn từ năm 2 tuổi nhưng anh đã vượt qua những khó khăn, thử thách. Hà Chương cũng được xem là cái tên quen thuộc với nhiều người, đặc biệt với người dân Đà Nẵng. Anh thường được khán giả ngưỡng mộ về tài năng và năng lượng lan tỏa của mình. Báo Giáo dục và thời đại cho rằng anh là "minh chứng sinh động cho nghị lực và niềm tin yêu vào cuộc sống".

## Album đã ra mắt
- Món quà của sóng[18]
- Khúc hát hai mươi[18]
- Tình yêu về hát[3]
- Mắt lệ cho người[3]
- Như chiếc que diêm[3]